# Пашупатинатх

Пашупатинатх

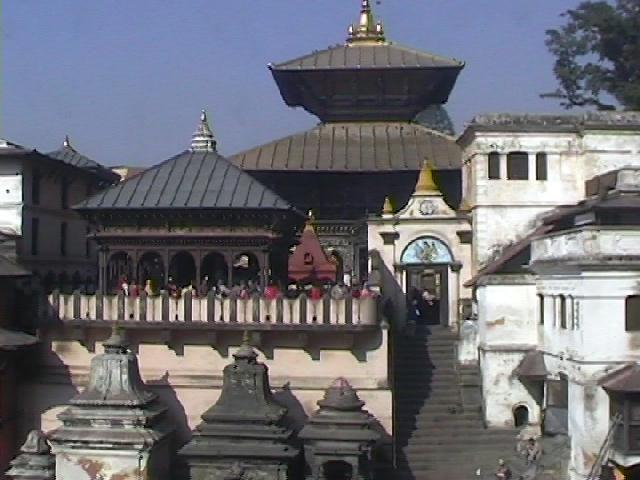
Главный Храм Пашупати

Пашупатинатх — крупный храмовый комплекс индуизма, расположенный по обе стороны реки Багмати на восточной окраине Катманду, столицы Непала. Пашупатинатх считается самым важным в мире святым храмом Шивы (Пашупати, царя животных, или иначе господина живых существ). Каждый день к Пашупатинатху сходятся тысячи паломников со всего мира, преимущественно из Непала и Индии. В феврале-марте празднуется Маха-Шиваратри — ночь Шивы, когда к этому храму сходятся десятки тысяч верующих на праздничные церемонии.
Местные жители также очень почитают Пашупатинатх, множество непальцев каждый день посещают этот храм ранним утром и получают благословение Шивы.

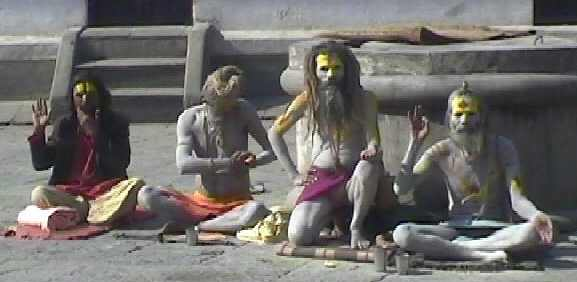
Странствующие садху

На западном берегу реки стоят основные храмы, в большой храмовый двор вход закрыт для неиндусов, но комплекс хорошо просматривается с другого берега реки, и можно наблюдать погребальные церемонии. Вдоль реки расположены постаменты для погребальных костров. У храмов — дом ожидающих смерти, куда приходят старики, и живут там последние недели под присмотром астрологов, точно определяющих момент их смерти. К северу от моста сжигают представителей высших каст, специальный постамент — для членов королевского рода. К югу от моста — постаменты для низких каст. Погребальный ритуал довольно сложен, правильное его исполнение способствует хорошему перерождению в следующей реинкарнации. После сожжения прах пускают вниз по реке. В Багмати, как в Ганге, купаются для ритуального очищения. Там же омывают мёртвых перед погребением. По реке пускают вещи, которые ниже вылавливают йоги.
За кострами — пещеры для отшельников. К пещерам подходят женщины и приносят еду.

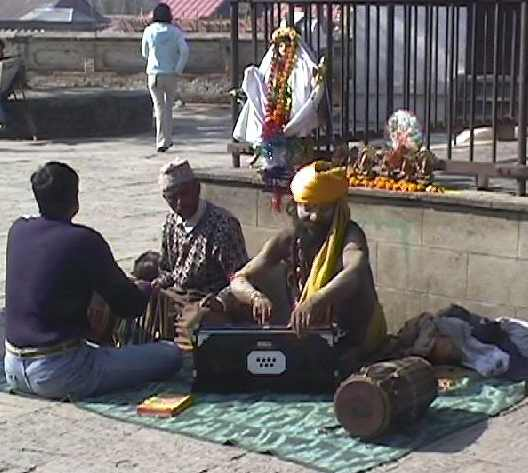
Пуджа с исполнением музыки и пением для странствующих йогов около Пашупатинатха

По другую сторону от храмов — приют, организованный Матерью Терезой, в котором получают еду нищие и бездомные. При приюте несколько шикар — индийских храмов в виде свечек.
За главным — место, где Агари-баба и его ученики каждый день кормят животных.
Пашупатинатх — излюбленное место, где собираются садху — странствующие йоги.
На другой стороне реки — 11 маленьких храмов Шивы с лингамами, за которыми стоят галереи шиваистских лингамов и йони. Всего в комплексе 108 лингамов. По ступеням поднимаешься в обезьяний парк, где сотни обезьян прыгают и висят на ветках. Пашупати — покровитель животных, поэтому обезьянам уютно у храмов комплекса.
В глубине парка на холме — Гокарнатский храм, охраняемый полицией, запрещающей туристам отступать от тропы вправо и влево, далее к реке за поворотом — большой комплекс Гухъешвари (храм влагалища, куда ходят мужчины. У лингамов молятся обычно женщины), а в другую сторону храм Вишварут. При входе в парк на террасах сидят садху (йоги). Шиваистские садху — обычно с горизонтальными линиями на лбу, носят трезубец в руках. Садху не стремятся к лучшим перерождениям, а стремятся постичь высшие миры. Их не сжигают на кострах, как других. Они обычно одеты в чистую одежду броско-оранжевого цвета. Одни демонстрируют асаны и собирают деньги с туристов, другие спокойно слушают магнитофон с шиваистскими гимнами, третьи курят священную для шиваистов коноплю и практикуют йогу.
Напротив террас — площадка, где обычно сидит Милхи-баба, святой старец, питающийся только молоком. Над ним — табличка на английском языке «Здесь сидит великий святой Милхи-баба» с краткой биографией.

## Всемирное наследие
В 1979 году долина Катманду, в которую входит храмовый комплекс Пашупатинатх, получила статус Всемирного наследия ЮНЕСКО. В связи с растущим городом и бесконтрольной застройкой в 2003, храмовый комплекс занесён в Красный список исчезающих объектов.

## Галерея

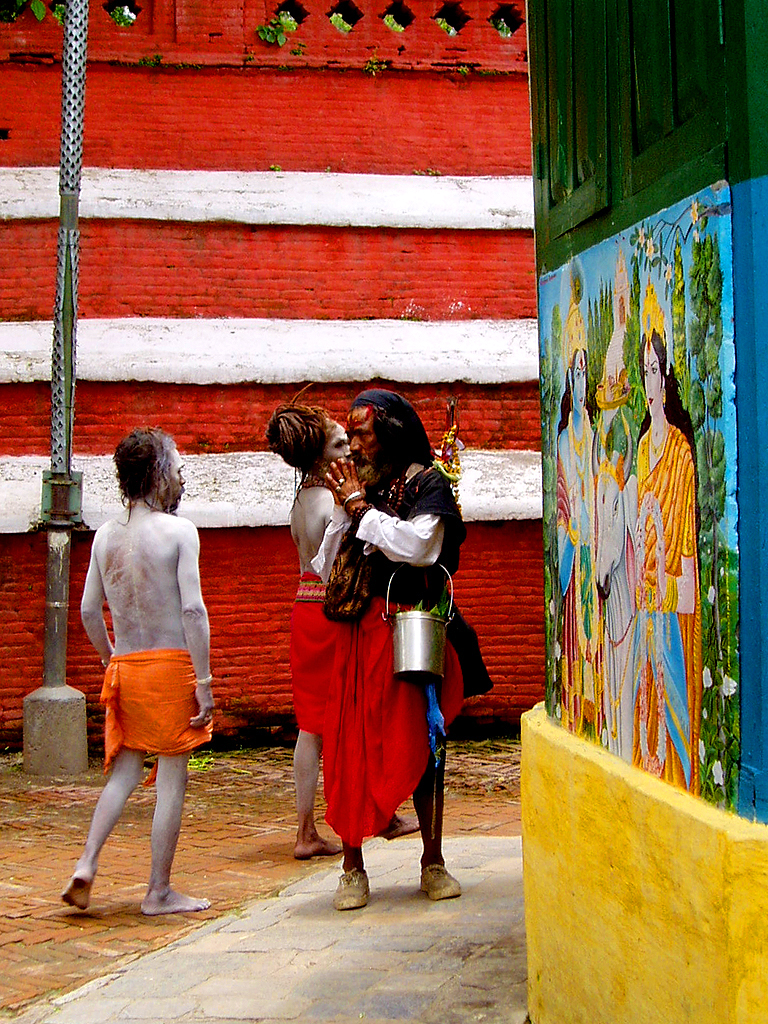
Паломник в Пашупатинатхе
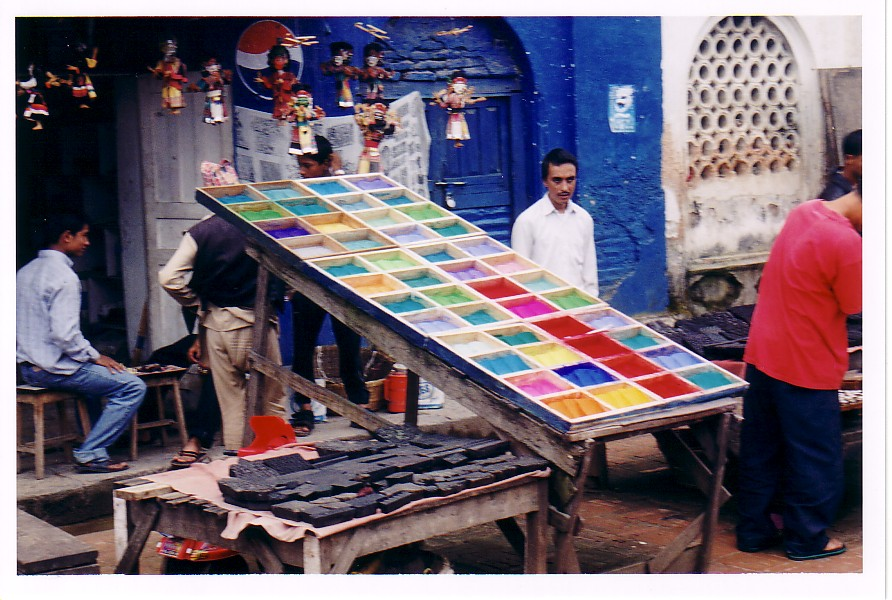
Продавец красителей около Пашупатинатхе
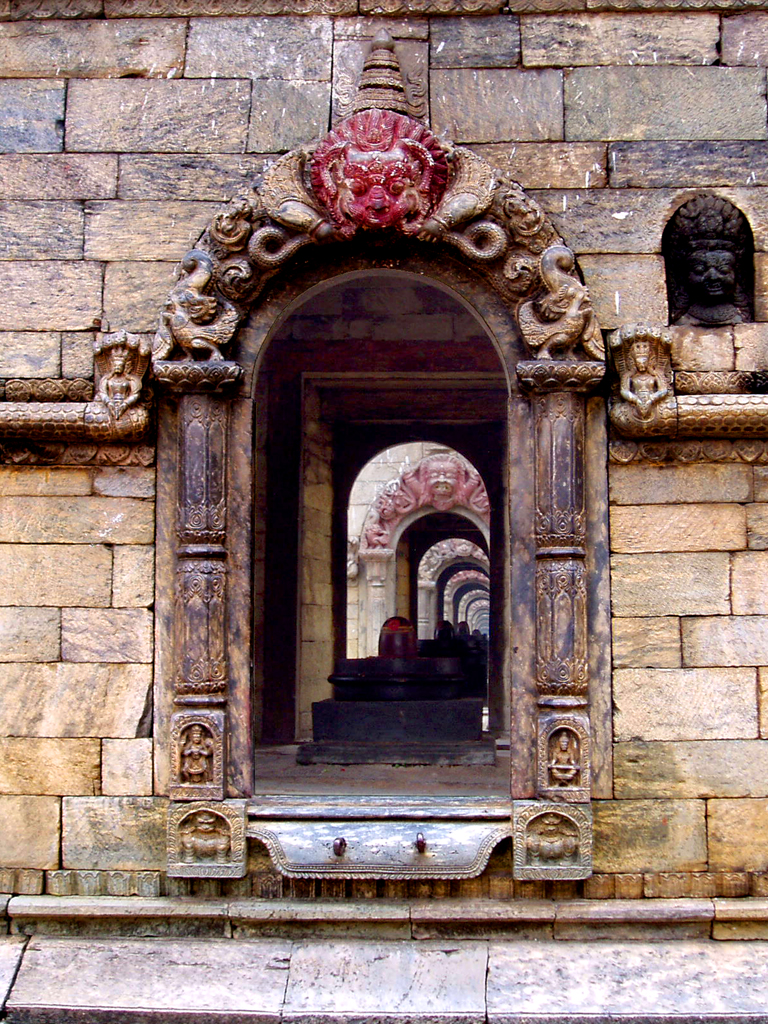
Храм Шивы в Пашупатинатхе
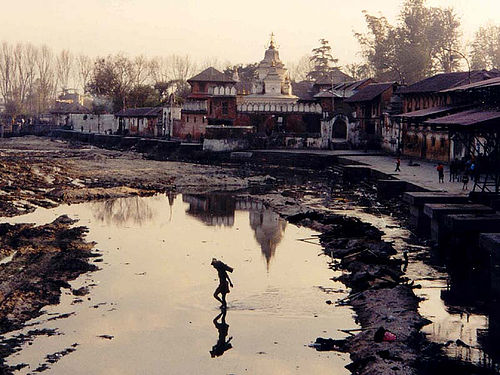
Служитель храма с деревянной доской переходит через реку Багмати